# پالایش نفت خام
پالایش نفت خام یا تصویه نفت خام (به انگلیسی: Crude Oil Refining) فرایندی صنعتی است که طی آن نفت خام به فراورده‌های قابل استفاده مانند بنزین، گازوئیل، نفت سفید، روغن‌های روان‌ساز، قیر، گاز مایع و دیگر ترکیبات هیدروکربنی تبدیل می‌شود. این فرایند یکی از ارکان اصلی صنایع پتروشیمی و انرژی به‌شمار می‌آید و نقش حیاتی در تأمین سوخت و مواد اولیه بسیاری از صنایع دارد.

## تاریخچه
ایده پالایش نفت خام به‌صورت ابتدایی به قرن نوزدهم و اختراع چراغ‌های نفتی بازمی‌گردد. نخستین پالایشگاه نفت در سال ۱۸۵۶ میلادی (۱۲۳۵ هجری شمسی) توسط ایگناتی لوکاسیویچ در لهستان راه‌اندازی شد. با گسترش تقاضا برای فرآورده‌های نفتی در صنایع حمل‌ونقل و گرمایش، پالایشگاه‌ها در نقاط مختلف جهان توسعه یافتند. در ایران، نخستین پالایشگاه نفت خام در آبادان در سال ۱۹۱۲ میلادی (۱۲۹۱ هجری شمسی) توسط شرکت نفت ایران و انگلیس احداث شد.

## فرآیندهای پالایش
پالایش نفت خام شامل چند مرحله اصلی است که هر یک به‌منظور جداسازی و تبدیل اجزای مختلف نفت انجام می‌شود:

#### ۱. تقطیر (Distillation)
در این مرحله، نفت خام به‌وسیله حرارت به اجزای مختلف تقسیم می‌شود. این فرایند به دو روش تقطیر اتمسفریک و تقطیر خلأ انجام می‌گیرد.

#### ۲. تبدیل (Conversion)
فرآیندهایی مانند کراکندینگ کاتالیتیک (FCC)، هیدروکراکندینگ و کاهش ویسکوزیته (Visbreaking) برای شکستن مولکول‌های سنگین به مولکول‌های سبک‌تر و ارزشمندتر به‌کار می‌روند.

#### ۳. تصفیه (Treating)
برای حذف ناخالصی‌هایی مانند گوگرد، نیتروژن، فلزات سنگین و ترکیبات نامطلوب از فرآورده‌های نفتی انجام می‌شود. این مرحله شامل فرآیندهایی مانند هیدروژناسیون (Hydrotreating) و شستشوی اسیدی است.

#### ۴. اختلاط (Blending)
در پایان، برای تولید سوخت‌های تجاری با مشخصات موردنظر، فراورده‌های پالایش‌شده با یکدیگر مخلوط می‌شوند.

## محصولات پالایش نفت خام
فرآیند پالایش نفت خام با هدف جداسازی و تبدیل ترکیبات مختلف موجود در نفت به فراورده‌هایی انجام می‌شود که در بخش‌های گوناگون صنعت و زندگی روزمره کاربرد دارند. این محصولات بسته به نوع فرآیند، کیفیت نفت خام ورودی و نیاز بازار ممکن است متفاوت باشند، اما به‌طور کلی شامل انواع سوخت‌ها، مواد اولیه صنایع شیمیایی و روان‌کننده‌ها هستند.
یکی از مهم‌ترین فراورده‌های پالایش نفت، بنزین موتوری است که به‌عنوان سوخت خودروهای سبک کاربرد دارد. گازوئیل یا نفت گاز نیز به‌عنوان سوخت خودروهای سنگین، دیزل ژنراتورها و برخی نیروگاه‌ها مورد استفاده قرار می‌گیرد. نفت سفید (کروسین) در بخش‌هایی مانند سوخت هواپیماها، گرمایش و نیز به‌عنوان حلال کاربرد دارد. همچنین گاز مایع (LPG) که ترکیبی از پروپان و بوتان است، در مصارف خانگی، صنعتی و به‌عنوان سوخت جایگزین خودروها استفاده می‌شود.
در کنار این محصولات، روغن‌های پایه برای تولید روانکارها به‌دست می‌آید که در ساخت انواع گریس‌ها، روغن‌های موتوری و صنعتی کاربرد دارند. قیر نیز یکی دیگر از محصولات مهم پالایشگاه‌هاست که عمدتاً در صنعت راه‌سازی و عایق‌کاری مورد استفاده قرار می‌گیرد. برخی از پالایشگاه‌ها قادر به استخراج و جداسازی گوگرد از نفت خام هستند که در صنایع شیمیایی و کشاورزی به‌کار می‌رود. همچنین سوخت‌های جت مانند ATK (Aviation Turbine Kerosene) از دیگر فرآورده‌های پالایشی هستند که در صنایع هوایی نقش اساسی دارند. بخش قابل توجهی از خوراک مورد نیاز واحدهای پتروشیمی نیز از طریق محصولات میانی و سبک پالایش نفت خام تأمین می‌شود.

## کشورهای بزرگ دارای ظرفیت پالایش نفت خام
ظرفیت پالایش نفت خام در جهان به‌طور عمده در اختیار چند کشور صنعتی و تولیدکننده بزرگ نفت قرار دارد که هر یک نقش مهمی در تأمین سوخت و فرآورده‌های نفتی برای بازارهای داخلی و بین‌المللی ایفا می‌کنند. ایالات متحده آمریکا با در اختیار داشتن بزرگ‌ترین مجموعه پالایشگاه‌ها و تنوع بالای فرآورده‌های نفتی، در صدر کشورهای دارای ظرفیت پالایش نفت خام قرار دارد. پس از آن، چین با سرمایه‌گذاری گسترده در زیرساخت‌های پالایشی و افزایش مصرف داخلی، جایگاه دوم را در این زمینه به خود اختصاص داده است.
هند نیز با توسعه پالایشگاه‌های بزرگ و مدرن، به‌ویژه در مناطق ساحلی مانند جام‌نگر، به یکی از بازیگران اصلی بازار پالایش نفت تبدیل شده است. روسیه به‌عنوان یکی از بزرگ‌ترین تولیدکنندگان نفت خام، ظرفیت پالایش قابل توجهی در داخل کشور دارد و بخش زیادی از فرآورده‌های پالایشی خود را به کشورهای همسایه صادر می‌کند. در منطقه شرق آسیا، ژاپن با وجود محدودیت در منابع نفتی، ظرفیت بالایی در پالایش و تولید فرآورده‌های نفتی دارد و بخش مهمی از نیاز سوختی خود را از طریق پالایش واردات نفت خام تأمین می‌کند.
در خاورمیانه، عربستان سعودی به‌عنوان بزرگ‌ترین صادرکننده نفت جهان، دارای پالایشگاه‌های وسیعی است که علاوه بر تأمین نیاز داخلی، بخش زیادی از فرآورده‌های نفتی را به بازارهای خارجی صادر می‌کند. ایران نیز با برخورداری از چندین پالایشگاه بزرگ در نقاط مختلف کشور از جمله آبادان، تبریز،  بندرعباس و اراک، یکی از کشورهای مهم دارای ظرفیت پالایش نفت خام در منطقه به‌شمار می‌آید.
1. ↑  James H. Gary, Glenn E. Handwerk, Mark J. Kaiser (۲۰۰۷). Petroleum Refining: Technology and Economics. CRC Pressمرجع جامع درباره تکنولوژی و اقتصاد پالایش نفت، شامل معرفی فرآیندها و محصولات اصلی
2. ↑  James G. Speight (۲۰۱۴). The Chemistry and Technology of Petroleum. CRC Pressاز معتبرترین منابع جهانی در زمینه شیمی نفت، پالایش و فرآیندهای تولید فراورده‌های نفتی
3. ↑  John G. Clark (۲۰۰۹). A History of the International Oil Industry. University of Illinois Pressتاریخچه دقیق شکل‌گیری صنعت نفت و پالایشگاه‌ها در سطح جهانی، همراه با اطلاعات درباره اولین پالایشگاه‌ها.
4. ↑  Robert E. Maples (۲۰۰۰). Petroleum Refinery Process Economics. PennWell Booksکتاب تخصصی درباره فرآیندهای مختلف پالایش، تقطیر، کراکندینگ و هیدروتراپی.
5. ↑  Fereidoon Shahidi, ویراستار (۲۰۰۵). Bailey's Industrial Oil and Fat Products, Volume 2: Edible Oil and Fat Products: Edible Oils. Wileyدر بخش فرآورده‌های پالایشگاهی و روغن‌های پایه، مناسب به‌ویژه برای بخش روغن‌ها و سوخت‌ها
6. ↑  David A. T. Donohue, James W. Amyx (۱۹۸۵). Introduction to Petroleum Production, Volume 2: Refining. PennWell Booksمناسب برای توضیح دقیق فرآورده‌ها و کاربردهای آنها در صنعت پالایش.
7. ↑  International Energy Agency (IEA) (۲۰۲۳). World Energy Outlook 2023. IEA Publicationsآمار و تحلیل‌های به‌روز ظرفیت پالایشی جهان، کشورها و روندهای بازار.